# Danny Higginbotham
Daniel John „Danny“ Higginbotham (* 29. Dezember 1978 in Manchester) ist ein ehemaliger englisch-gibraltarischer Fußballspieler.

## Spielerkarriere

### Manchester United und Derby County (1997–2003)
Der aus der eigenen Jugend stammende Danny Higginbotham schaffte bei Manchester United zwischen 1997 und 2000 nicht den Durchbruch in der ersten Mannschaft. Vom 1. November 1998 bis zum 30. Juni 1999 spielte er auf Leihbasis für den belgischen Zweitligisten Royal Antwerpen. Am 5. Juni 2000 wechselte er für £2.000.000 zu Derby County. In der Premier League 2000/01 bestritt er sechsundzwanzig Ligaspiele und erreichte mit Derby als Tabellensiebzehnter den Klassenerhalt. Dies gelang der Mannschaft um den Stammspieler Danny Higginbotham (37 Spiele/1 Tor) in der Premier League 2001/02 nicht, County stieg vielmehr als Vorletzter in die zweite Liga ab. Nach einem enttäuschenden Saisonverlauf in der First Division 2002/03 verließ er Anfang 2003 den Verein.

### FC Southampton (2003–2006)
Nach einem nur wenige Tage andauernden Leihgeschäft wechselte Higginbotham am 13. Februar 2003 zum FC Southampton. Mit seiner neuen Mannschaft erreichte er am Saisonende das Finale des FA Cup 2002/03 und wurde von Trainer Gordon Strachan für das Finale nominiert. Ohne den nicht eingesetzten Higginbotham verlor Southampton das Spiel mit 0:1 gegen den FC Arsenal. Nach einem frühen Erstrundenaus im UEFA-Pokal 2003/04 erreichten die Saints in der Premier League 2003/04 lediglich den zwölften Platz. Nach dem Erstligaabstieg 2005 als Tabellenletzter erzielte er drei Treffer in siebenunddreißig Zweitligaspielen, schaffte jedoch 2005/06 nicht den Wiederaufstieg.

### Stoke City und AFC Sunderland (2006–2008)
Nachdem Danny Higginbotham eine Vertragsverlängerung in Southampton abgelehnt hatte, wechselte er am 2. August 2006 zu Stoke City und unterzeichnete einen Dreijahresvertrag. Mit sieben Toren in vierundvierzig Ligaspielen der Football League Championship 2006/07 gelang ihm in Stoke eine gute Spielzeit, jedoch verpasste das Team als Achter den Aufstieg in die Premier League. Nach einem weiteren Ligaspiel zu Beginn der neuen Saison, wechselte er am 29. August 2007 zum Erstligisten AFC Sunderland. Mit dem Aufsteiger erreichte er in der Premier League 2007/08 als Fünfzehnter den Klassenerhalt, kam jedoch mit einundzwanzig Ligaspielen nicht wie erhofft zum Einsatz.

### Stoke City (2008–2013)
Am 2. September 2008 kehrte er nach einem Jahr Abwesenheit zu Stoke City zurück. Stoke hatte im Vorjahr als Vizemeister den Aufstieg in die Premier League 2008/09 erreicht und schaffte als Zwölfter den Klassenerhalt in der ersten Liga. In den folgenden zwei Spielzeiten reduzierten sich seine Einsätze für Stoke, ehe im April 2011 eine schwere Verletzung für eine mehrmonatige Zwangspause sorgte. Higginbotham hatte kurz zuvor den Siegtreffer für Stoke im Viertelfinale des FA Cup 2010/11 erzielt und verpasste nach dem späteren Finaleinzug seiner Mannschaft verletzungsbedingt die Finalpartie (0:1 gegen Manchester City). Bereits acht Jahre zuvor war er Finale für Southampton nicht zum Einsatz gekommen. Nach zwei Ligaspielen im November 2011 wechselte Danny Higginbotham am 31. Januar 2012 zum Zweitligisten Nottingham Forest. Nach einem zweiten Leihgeschäft bei Ipswich Town wechselte Higginbotham im Januar 2013 fest zu Sheffield United.

## Nationalmannschaft
Im September 2013 kündigte Higginbotham an, für die Nationalmannschaft Gibraltars auflaufen zu wollen, da er aufgrund seiner Großmutter mütterlicherseits für Gibraltar spielberechtigt war. Am 19. November 2013 lief er beim ersten Länderspiel Gibraltars gegen die Slowakei auf, das mit einem 0:0 endete. Insgesamt bestritt Higginbotham vor seinem Karriereende im März 2014 drei Länderspiele.

## Titel und Erfolge
- FA-Cup-Finalist: 2003, 2011